# Révész Ernő
Révész Ernő (Bajmok, 1862. december 24. – Szabadka, 1911. április 30.) jogi doktor, ügyvéd, újságíró, költő, tárcaíró.

## Élete
A gimnázium három osztályát Szabadkán, a többit Szegeden végezte. A jogot úgy tanulta, hogy egyúttal postakiadó volt Bajmokon kilenc évig, egy évig a bíróságnál volt szolgálatban és így csak 1894-ben kapott ügyvédi oklevelet és azon év júniusától ügyvédként működött Szabadkán, ahol a helyi ügyvédi kamara titkára és a Magyar Jogászegylet igazgató-választmányi tagja volt.
Írói működését a Fővárosi Lapoknál kezdte meg az 1880-as évek elején és az 1890-es évek közepéig ott folytatta. Költeményei, cikkei az Ország-Világban (1886. költ. Piron után, 1900. rajz); a Fővárosi Lapokban (1887-90. költ. Gilm H., Bodenstedt, Baumbach, Keller Gottfried, Coppée Fr. után és Irodalmi kíntornázás, cikk, 1889. 5. sz. könyvism.); a Magyar Szalonban (1888-90. költ. Goethe, Haug, Kästner, Béranger, Hugo Viktor után); a Bácskában (1890. költ. Tennyson után, 1891. 31. sz. Nyelvészkedés); a Képes Családi Lapokban (1890. költ.); a Zombori Hirlapban (1894. A vadállat, rajz); írt még az Üstökösbe, a Magyar Nyelvőrbe (1887. Búra, 1888. Miseder) és a Zentai Közlönybe, a Zombor és Vidékébe, az Irodalomba, a Magyar Világba, jogi cikkeket a Jogtudományi Közlönybe, a Jogba és a Magyar Kodifikáczióba.

## Munkái
- Rigmusok. Budapest, 1891. (Ism. Budapesti Hírlap 32. sz., Fővárosi Lapok 356. sz.)
- Úton-útfélen. Apró történetek. Uo. 1901. (Ism. Vasárnapi Ujság 1900. 44. sz., Bácska 63. sz.)

## Álnevei
Telecskai Balázs (a Főv. Lapokban) és Rogerius mester.